# Yellow Claw
Yellow Claw is een in 2010 ontstaan samenwerkingsproject van drie Nederlandse dj's. De groep bestond uit het trio Bizzey (Leo Roelandschap), Jim Aasgier (Jim Taihuttu) en Nizzle (Nils Rondhuis), maar gaat na het stoppen van Bizzey sinds juni 2016 door als duo. Hun muziek is een mix van trap, hiphop, dubstep en hardstyle.

## Geschiedenis
De drie begonnen medio 2010 onder deze naam met een thema-avond op donderdag in de Amsterdamse discotheek Jimmy Woo en maakten remixen voor meerdere artiesten. In 2012 verscheen hun eerste single, Allermooiste Feestje. Deze single werd geproduceerd in samenwerking met Boaz van de Beatz en werd voorzien van zang/rap door de rappers Mr. Polska en Ronnie Flex. In de zomer van dat jaar had het trio samen met Sjaak en Mr. Polska hun eerste Top 40-hit met het nummer Krokobil. Dit was tevens de eerste single waarop de stem van MC Bizzey te horen was. Aan het eind van 2012 kwam de derde single Nooit meer slapen uit. Deze single werd opgenomen in samenwerking met de rappers Ronnie Flex, Mocromaniac en Jebroer.
In het voorjaar van 2013 kwam de eerste ep getiteld Amsterdam Trap Music uit op het platenlabel Mad Decent van dj en producer Diplo. Ook bracht Yellow Claw samen met The Opposites hun vierde single Thunder uit. Later dat jaar bracht het trio samen met Frans Bauer een cover uit van deze single als promotiestunt voor het 6e deel van de Yellow Claw Mixtapes. In september 2013 kwam de groep met een tweede ep getiteld Amsterdam Twerk Music, wederom uitgebracht door het platenlabel Mad Decent. Yellow Claw richtte in 2014 het platenlabel Barong Family op.
Op 23 juni 2016 kondigde Bizzey aan de groep te gaan verlaten, omdat hij meer tijd met zijn familie en vrienden door wilde brengen. Tevens wilde hij verdergaan met zijn solocarrière die meer op Nederland gericht is.
Yellow Claw werkt samen met diverse acts waaronder Moksi bestaande uit Samir Ait Moh en D.MC (Diego Stijnen). Op 31 maart 2017 kwam het nieuwe album Los Amsterdam uit. Hierop staan 13 nummers, waarin ze onder andere samenwerken met Jonna Fraser, Juicy J, Tinie Tempah, Yade Lauren en Barong Family dj's Moksi, The Galaxy en Cesqeaux. Dit album is uitgebracht op het Mad Decent label.
In juli 2017 trad Yellow Claw voor het eerst op de Mainstage van Tomorrowland 2017.
Ze brachten op 22 juni 2018 hun derde studioalbum New Blood uit. Het album bevat samenwerkingen met een reeks producers en zangers, waaronder San Holo, DJ Snake en ASAP Ferg, en bevat de singles "Summertime", "Crash This Party", "Bittersweet", "Fake Chanel", "To The Max", "Public Enemy", en "Waiting".
Op 12 juli 2019 bracht Yellow Claw hun single "Get Up" met KIDDO uit, het nummer werd uitgebracht onder het Roc Nation-label, hoewel ze op dat moment nog niet bij het label hadden getekend. In augustus 2019 tekende Yellow Claw officieel bij Roc Nation, gevolgd door de release van hun nieuwe single "Baila Conmigo" met Saweetie, Inna en Jenn Morel.
Op 31 januari 2020 bracht Yellow Claw hun vierde studioalbum uit genaamd Never Dies. Het album uitgebracht onder het Roc Nation Label.

## Discografie

### Albums
| Album met eventuele hitnotering(en) in de Nederlandse Album Top 100 | Datum van verschijnen | Datum van binnenkomst | Hoogste positie | Aantal weken | Opmerkingen |
| ------------------------------------------------------------------- | --------------------- | --------------------- | --------------- | ------------ | ----------- |
| Amsterdam trap music Vol 2                                          | 2014                  | 26-07-2014            | 35              | 1            |             |
| Blood for mercy                                                     | 2015                  | 28-11-2015            | 27              | 10           |             |
| Los Amsterdam                                                       | 2017                  | 08-04-2017            | 8               | 19           |             |
| New Blood                                                           | 2018                  | 30-06-2018            | 17              | 2            |             |

### Singles
| Single met eventuele hitnotering(en) in de Nederlandse Top 40 | Datum van verschijnen | Datum van binnenkomst | Hoogste positie | Aantal weken | Opmerkingen                                                          |
| ------------------------------------------------------------- | --------------------- | --------------------- | --------------- | ------------ | -------------------------------------------------------------------- |
| Krokobil                                                      | 2012                  | 07-07-2012            | 12              | 9            | met Mr. Polska & Sjaak / Nr. 5 in de Single Top 100                  |
| Nooit meer slapen                                             | 2012                  | 27-10-2012            | 38              | 4            | met MocroManiac, Ronnie Flex & Jebroer / Nr. 31 in de Single Top 100 |
| Thunder                                                       | 2013                  | 18-05-2013            | 19              | 9            | met The Opposites / Nr. 10 in de Single Top 100                      |
| Last night ever                                               | 2013                  | -                     |                 |              | met LNY TNZ / Nr. 56 in de Single Top 100                            |
| Shotgun                                                       | 2013                  | 16-11-2013            | 10              | 23           | met Rochelle / Nr. 9 in de Single Top 100                            |
| Till it hurts                                                 | 2014                  | 29-11-2014            | 7               | 17           | met Ayden / Nr. 5 in de Single Top 100                               |
| Wild mustang                                                  | 2015                  | 29-08-2015            | tip2            | -            | met Cesquaux & Becky G / Nr. 93 in de Single Top 100                 |
| Invitation                                                    | 2016                  | 23-07-2016            | tip8            | -            | met Yade Lauren / Nr. 97 in de Single Top 100                        |
| Love & war                                                    | 2016                  | 10-12-2016            | 32              | 7            | met Yade Lauren / Nr. 40 in de Single Top 100                        |
| Good day                                                      | 2017                  | 11-03-2017            | tip2            | -            | met DJ Snake & Elliphant / Nr. 100 in de Single Top 100              |
| Open                                                          | 2017                  | 20-05-2017            | 32              | 3            | met Moksi & Jonna Fraser / Nr. 85 in de Single Top 100               |

| Single met hitnotering(en) in de Vlaamse Ultratop 50 | Datum van verschijnen | Datum van binnenkomst | Hoogste positie | Aantal weken | Opmerkingen            |
| ---------------------------------------------------- | --------------------- | --------------------- | --------------- | ------------ | ---------------------- |
| Krokobil                                             | 2012                  | 15-09-2012            | 40              | 2            | met Mr. Polska & Sjaak |
| Thunder                                              | 2013                  | 22-06-2013            | 9               | 17           | met The Opposites      |
| Last night ever                                      | 2013                  | 14-09-2013            | tip74           | -            | met LNY TNZ            |
| Shotgun                                              | 2013                  | 07-12-2013            | 20              | 18           | met Rochelle           |
| Till it hurts                                        | 2014                  | 06-12-2014            | 23              | 7            | met Ayden              |